# Andreas Schifferer
Andreas Schifferer (* 3. August 1974 in Radstadt) ist ein ehemaliger österreichischer Skirennläufer. Er war in den schnellen Disziplinen Abfahrt und Super-G sowie im Riesenslalom erfolgreich. Der neunfache österreichische Meister gewann die Bronzemedaille im Super-G bei den Olympischen Winterspielen 2002 und die Bronzemedaille im Riesenslalom bei den Weltmeisterschaften 1997. Er feierte acht Siege in Weltcuprennen und gewann in der Saison 1997/98 den Abfahrtsweltcup.

## Biografie
Erste Erfolge Schifferers zeigten sich im Winter 1992/93, als er bei den Juniorenweltmeisterschaften den fünften Platz in der Abfahrt erzielte und österreichischer Juniorenmeister im Super-G wurde. Im nächsten Winter gewann er seine ersten Staatsmeistertitel im Super-G und in der Kombination. Weitere sieben Titel folgten in den nächsten zehn Jahren. Im Europacup erreichte er ab der Saison 1993/94 vordere Platzierungen und in der Saison 1994/95 gewann er mit zwei Siegen und weiteren vier Podestplätzen die Gesamtwertung und die Abfahrtswertung. Auch im Weltcup kam Schifferer im Winter 1994/95 bereits sporadisch zum Einsatz und holte sich mit Platz 25 im Riesenslalom von Adelboden seine ersten Weltcuppunkte, gegen Saisonende wurde er 19. in der Abfahrt von Bormio. Nach seinen Europacuperfolgen erhielt er schließlich für die Saison 1995/96 einen Fixstartplatz im Weltcup. Bereits in der zweiten Saisonabfahrt in Val-d’Isère erreichte er den sechsten Platz und noch vor Jahreswechsel stand er mit Platz zwei in der Abfahrt von Bormio erstmals auf dem Podest. Im Jänner 1996 kam er jedoch beim Training auf der Streif in Kitzbühel schwer zu Sturz, erlitt ein  Schädel-Hirn-Trauma und lag drei Tage im Koma, weshalb er die Saison vorzeitig beenden musste.
Im Laufe der Saison 1996/97 fand Schifferer wieder den Anschluss an die Spitze und stand im Jänner mit Platz drei im klassischen Riesenslalom am Chuenisbärgli in Adelboden wieder auf dem Podest. In dieser Disziplin gewann er auch bei den Weltmeisterschaften 1997 in Sestriere, die wie sich zeigen sollte seine einzigen Weltmeisterschaften war, die Bronzemedaille; außerdem wurde er Fünfter in der Abfahrt. Nach zwei weiteren Podestplätzen im Weltcup feierte er am 13. März 1997 im Super-G von Vail seinen ersten Sieg, womit er die Saison als Sechster des Gesamtweltcups und Dritter der Super-G-Wertung beendete. Im Winter 1997/98 war Schifferer dann der dominierende Abfahrtsläufer. Mit vier Siegen und weiteren zwei Podestplätzen entschied er überlegen den Abfahrtsweltcup für sich. Zudem erreichte er mit weiteren guten Platzierungen im Super-G (unter anderem der achte Platz beim Neunfach-Sieg des ÖSV-Skiteams am Patscherkofel) und im Riesenslalom den zweiten Platz im Gesamtweltcup, allerdings mit beträchtlichem Rückstand auf den Gesamtsieger Hermann Maier. Beim Saisonhöhepunkt, den Olympischen Winterspielen 1998 in Nagano lief es für Schifferer allerdings nicht nach Wunsch. In der Abfahrt war er unmittelbar nach dem spektakulären Ausfall Maiers gestartet und wurde am Ende nur Siebenter, im Super-G blieb er als 19. doch deutlich hinter den Erwartungen. Für seinen Abfahrtsweltcupsieg erhielt er 1998 das Goldene Verdienstzeichen für Verdienste um die Republik Österreich.
Nach einer Verletzung im Sommertraining startete Schifferer mit großem Trainingsrückstand in die Saison 1998/99, doch noch im Dezember erreichte er wieder einen Podestplatz im Riesenslalom von Alta Badia. Auch in Abfahrt und Super-G fuhr er regelmäßig unter die besten zehn, doch dies reichte im starken österreichischen Team nicht, um sich fix für die Weltmeisterschaften in Vail/Beaver Creek zu qualifizieren. Schifferer musste in die Ausscheidungsläufe und schaffte die Qualifikation nicht. Nach dieser Enttäuschung gewann Schifferer im März beide Abfahrten in Kvitfjell, womit er noch den zweiten Platz im Abfahrtsweltcup erreichte. Auch im Super-G gelangen ihm am Ende des Winters noch zwei Podestplätze, womit er den dritten Platz in diesem Disziplinenweltcup erzielte und Sechster im Gesamtweltcup wurde. Ähnliche Ergebnisse wie im Vorjahr erzielte Schifferer auch in der Saison 1999/2000, womit er letztlich aber hinter seinen eigenen Erwartungen deutlich zurückblieb. Den einzigen Saisonsieg feierte er am 18. Dezember 1999 in der Abfahrt von Gröden, drei weitere Male stand er im Super-G und im Riesenslalom auf dem Podest. Im Abfahrts- und Super-G-Weltcup fiel er zwar auf die Plätze sieben und fünf zurück, im Gesamtweltcup konnte er sich dennoch um einen Platz auf Rang fünf verbessern.
In den ersten Wochen der Saison 2000/01 fuhr Schifferer zweimal auf das Podest, doch nach einem schweren Sturz im Riesenslalom von Les Arcs am 6. Jänner 2001 musste er die Saison vorzeitig beenden. Im Winter 2001/02 fand er erst spät wieder zur alten Form zurück, doch mit den Plätzen drei und vier in den beiden Super-Gs von Garmisch-Partenkirchen kam er doch noch ins Aufgebot für die Olympischen Winterspiele 2002 in Salt Lake City. Dort startete er nur im Super-G, bei dem er überraschend die Bronzemedaille gewann. Die Weltcupsaison verlief insgesamt aber eher enttäuschend, nur im Super-G-Weltcup erreichte er mit Platz fünf ein ansprechendes Ergebnis. Auch in den nächsten beiden Jahren konnte sich Schifferer nicht wieder entscheidend steigern. Zwar fuhr er immer wieder unter die besten zehn, Podestplätze blieben aber die Ausnahme und Siege erreichte er nicht mehr. Weil ihm nach einer Entscheidung der ÖSV-Führung die Teilnahme an den Weltmeisterschaften 2003 in St. Moritz verwehrt blieb, kam es zu größeren Differenzen mit dem Verband, die Schifferer auch über die Medien austrug. Kurzfristig überlegte er für ein anderes Land zu starten, blieb dann aber doch beim österreichischen Verband. Ab der Saison 2004/05 verlor Schifferer jedoch endgültig den Anschluss an die Spitze und Top-10-Platzierungen wurden immer seltener, auch mehrere Materialwechsel konnten daran nichts ändern. Am 13. Dezember 2006 gab er seinen Rücktritt als Skirennläufer bekannt und beendete somit seine Karriere.

## Erfolge

### Olympische Winterspiele
- Nagano 1998: 7. Abfahrt, 19. Super-G
- Salt Lake City 2002: 3. Super-G

### Weltmeisterschaften
- Sestriere 1997: 3. Riesenslalom, 5. Abfahrt

### Juniorenweltmeisterschaften
- Monte Campione 1993: 5. Abfahrt, 9. Super-G

### Weltcupwertungen
Andreas Schifferer gewann einmal die Disziplinenwertung in der Abfahrt.
| Saison  | Gesamt | Gesamt | Abfahrt | Abfahrt | Super-G | Super-G | Riesenslalom | Riesenslalom | Kombination | Kombination |
| Saison  | Platz  | Punkte | Platz   | Punkte  | Platz   | Punkte  | Platz        | Punkte       | Platz       | Punkte      |
| ------- | ------ | ------ | ------- | ------- | ------- | ------- | ------------ | ------------ | ----------- | ----------- |
| 1994/95 | 128.   | 6      | –       | –       | –       | –       | 45.          | 6            | –           | –           |
| 1995/96 | 57.    | 126    | 19.     | 120     | –       | –       | 51.          | 6            | –           | –           |
| 1996/97 | 6.     | 781    | 11.     | 234     | 3.      | 256     | 8.           | 230          | 7.          | 61          |
| 1997/98 | 2.     | 1114   | 1.      | 655     | 5.      | 185     | 11.          | 216          | 14.         | 32          |
| 1998/99 | 6.     | 901    | 2.      | 438     | 3.      | 262     | 12.          | 201          | –           | –           |
| 1999/00 | 5.     | 905    | 7.      | 354     | 5.      | 294     | 11.          | 231          | 15.         | 26          |
| 2000/01 | 18.    | 373    | 20.     | 108     | 15.     | 80      | 9.           | 185          | –           | –           |
| 2001/02 | 18.    | 385    | 28.     | 57      | 5.      | 214     | 17.          | 114          | –           | –           |
| 2002/03 | 12.    | 561    | 11.     | 290     | 8.      | 165     | 20.          | 106          | –           | –           |
| 2003/04 | 12.    | 694    | 11.     | 296     | 9.      | 212     | 9.           | 186          | –           | –           |
| 2004/05 | 35.    | 246    | 27.     | 107     | 20.     | 87      | 28.          | 52           | –           | –           |
| 2005/06 | 37.    | 219    | 22.     | 102     | 20.     | 105     | 45.          | 12           | –           | –           |

### Weltcupsiege
Andreas Schifferer erreichte 8 Siege, 7 zweite und 13 dritte Plätze. Insgesamt fuhr er in 109 Weltcuprennen unter die besten zehn.
| Datum             | Ort                    | Land        | Disziplin |
| ----------------- | ---------------------- | ----------- | --------- |
| 13. März 1997     | Vail                   | USA         | Super-G   |
| 5. Dezember 1997  | Beaver Creek           | USA         | Abfahrt   |
| 30. Dezember 1997 | Bormio                 | Italien     | Abfahrt   |
| 17. Jänner 1998   | Wengen                 | Schweiz     | Abfahrt   |
| 31. Jänner 1998   | Garmisch-Partenkirchen | Deutschland | Abfahrt   |
| 5. März 1999      | Kvitfjell              | Norwegen    | Abfahrt   |
| 6. März 1999      | Kvitfjell              | Norwegen    | Abfahrt   |
| 18. Dezember 1999 | Gröden                 | Italien     | Abfahrt   |

### Europacup
- Saison 1993/94: 7. Gesamtwertung, 2. Abfahrtswertung
- Saison 1994/95: 1. Gesamtwertung, 1. Abfahrtswertung, 3. Riesenslalomwertung, 9. Super-G-Wertung
- 8 Podestplätze, davon 2 Siege:

| Datum           | Ort                  | Land       | Disziplin |
| --------------- | -------------------- | ---------- | --------- |
| 16. Jänner 1995 | La Thuile            | Italien    | Abfahrt   |
| 7. März 1995    | Saalbach-Hinterglemm | Österreich | Abfahrt   |

### Österreichische Meisterschaften
Schifferer ist neunfacher österreichischer Meister: 
- 5× Super-G (1994, 1997, 1998, 2000, 2002)
- 2× Abfahrt (1999, 2002)
- 1× Riesenslalom (2004)
- 1× Kombination (1994)

## Auszeichnungen
- Goldenes Verdienstzeichen für Verdienste um die Republik Österreich (1998)